# Zoran Kostić (Basketballtrainer)
Zoran Kostić (* 31. März 1962) ist ein österreichischer Basketballtrainer.

## Laufbahn
Kostić arbeitete von 2001 bis 2012 als Co-Trainer und Nachwuchstrainer bei Arkadia Traiskirchen. Er führte mehrere Jugendmannschaften zum Gewinn nationaler Meistertitel. Zeitweilig war er in dieser Zeit auch Co-Trainer der österreichischen Nationalmannschaft. 2012 übernahm er das Cheftraineramt der Bundesliga-Mannschaft. Ende November 2013 kam es zur Trennung, als Grund wurden seitens der Vereinsführung „anhaltende Kommunikationsprobleme und eine gedrückte Stimmung“ genannt.
In der Saison 2014/15 war Kostić Co-Trainer und Nachwuchstrainer beim Bundesligisten BC Zepter Vienna, zum Spieljahr 2015/16 wurde er zum Cheftrainer befördert und gewann mit den Wienern im September 2015 den Supercup. Im März 2016 wurde er von Darko Russo abgelöst, blieb aber zunächst als Nachwuchsleiter weiterhin beim Verein. In der Saison 2016/17 war er Cheftrainer beim BK Klosterneuburg (ebenfalls Bundesliga), 2017 kehrte er zu Arkadia Traiskirchen zurück und übernahm wieder das Traineramt. Er führte Traiskirchen in der Saison 2017/18 auf den zweiten Platz des Grunddurchgangs sowie ins Bundesliga-Halbfinale; er wurde als Bundesliga-Trainer des Jahres 2017/18 ausgezeichnet. Im Dezember 2019 wurde er in Traiskirchen entlassen, dem Verein zufolge lagen der Entscheidung „disziplinäre Gründe“ zugrunde. Im Jänner 2021 wurde Kostić Mitglied des Trainerstabs des BC Vienna. Er betreute bei dem Verein unter anderem Jugendmannschaften.
Sein Sohn Alexej Kostic wurde österreichischer Basketballnationalspieler.